# Bischöfliche Burg Bruchsal
Die Bischöfliche Burg Bruchsal, auch Alte Burg Bruchsal genannt, ist eine Burg in Bruchsal im Landkreis Karlsruhe in Baden-Württemberg. Von der Burg sind, außer dem Bergfried, keine Reste mehr sichtbar.

## Geschichte
Wie archäologische Untersuchungen zeigten, stammen Teile der Burg aus dem 11. Jahrhundert. Erste urkundliche Erwähnung findet die Bischöfliche Burg Bruchsal Ende des 12. Jahrhunderts. Der Speyrer Bischof Ulrich II. von Rechberg dürfte die Burg in seiner Regierungszeit zwischen 1178 und 1189 errichtet oder die bestehenden Gebäude ausgebaut haben. Die Mittel zum Bau stellte er aus seinem Privatvermögen. Die Anlage bestand aus einem Wehrturm mit einer Umfassungsmauer. Vor seinem Tod vermachte Ulrich die Burg 1190 dem Bistum Speyer und somit in den Besitz der Speyrer Bischöfe. Bruchsal war Anfang des 14. Jahrhunderts mehrmals Schauplatz kriegerischer Ereignisse. Möglicherweise aus diesem Grund entschied sich Bischof Gerhard von Ehrenberg, die Burg 1358 auszubauen. Der quadratische Bergfried ist heute das älteste Gebäude in Bruchsal und als einziges Bauwerk der ehemaligen Burg noch sichtbar. Während der Bauernkriege 1525 war auch Bruchsal von den Handlungen betroffen. Nachdem Bruchsal am 23. April 1525 von aufständischen Bauern besetzt wurde, floh Bischof Georg aus der Stadt. Sein Bruder, Kurfürst Ludwig V., eroberte die Stadt am 25. Mai 1525 zurück. Siebzig Aufständische wurden in den Kerker des Bergfriedes geworfen, fünf Aufständische wurden enthauptet. Eine archäologische Untersuchung der Burg wurde von 1980 bis 1982 notwendig, da das Gelände anschließend mit dem heute bestehenden Bürgerzentrum samt Tiefgarage bebaut wurde. 
Der 38 m hohe Bergfried wurde 1986/87 im Zuge der Baumaßnahmen des Bürgerzentrums saniert, mit einer neuen Haube versehen und über eine angebaute Außentreppe als Aussichtsturm begehbar gemacht.

## Anlage
Außer dem Bergfried sind keine sichtbaren Teile mehr erhalten. Bei den Ausgrabungen 1980 bis 1982 konnten vier Steinbauphasen nachgewiesen werden. Die erste Bebauung ist für die zweite Hälfte des 11. bis Anfang des 12. Jahrhunderts anzunehmen. Die zweite Bauphase stammt aus der zweiten Hälfte des 12. Jahrhunderts. Die Anlage bestand aus einer viereckigen, nicht gleichmäßigen Umfassungsmauer mit einer maximalen Seitenlänge von 41 Metern und einem 10 × 16 Metern großen Steinbau, einem Saalbau oder möglicherweise Palas. Es konnten gut erhaltene Kellerräume nachgewiesen werden. Das Tor dürfte sich in der Südwestmauer befunden haben. Weitere eventuell vorhandene Holzbauten konnten nicht nachgewiesen werden. Eine Inschrift am Bergfried bestätigt die Errichtung für das Jahr 1358. Des Weiteren dürfte um diese Zeit ein L-förmiger Bau entstanden sein, der vom Bergfried bis zum Tor reichte. Der Bau übernahm nach historischen Quellen die Funktion des Palas, der Vorgängerbau blieb bestehen. Das Tor wurde durch einen Turm verstärkt. Weitere anzunehmende Bauten sind durch neuzeitliche Veränderungen nicht mehr nachweisbar. Letzte Umbauten wurden im 15. Jahrhundert vorgenommen. Angelehnt an den alten Saalbau wurde ein teilweise unterkellertes Gebäude errichtet. An der Nordseite wurde entlang des Bergfrieds die Mauer nach außen verschoben und mit einem Tor sowie einem Brunnen versehen sowie der Hof gepflastert. Wie eine historische Ansicht von 1689 zeigt, dürfte die Burg bis Ende des 17. Jahrhunderts in dieser Form bestanden haben.

## Bilder

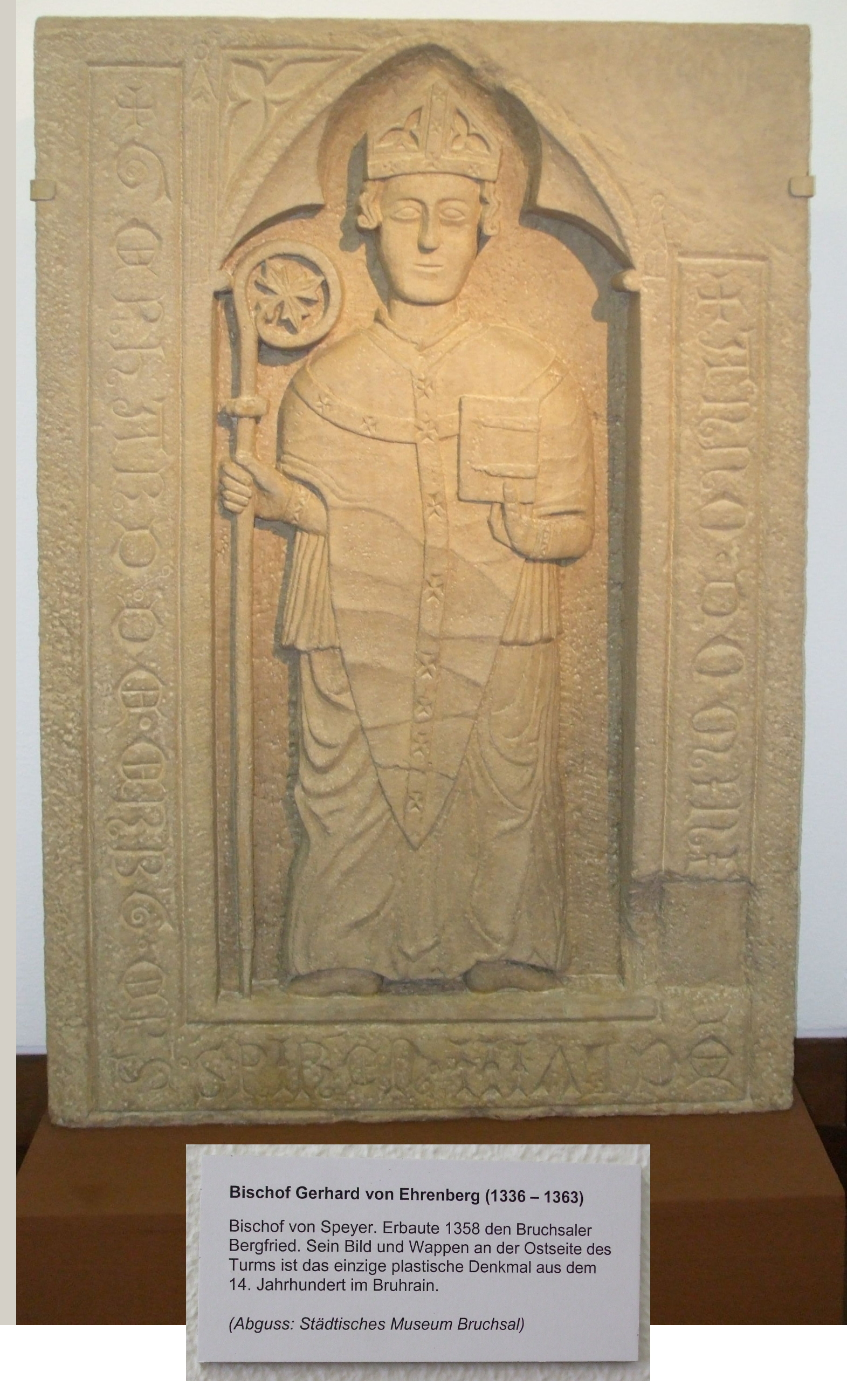
Abguss der Inschrift am Bergfried
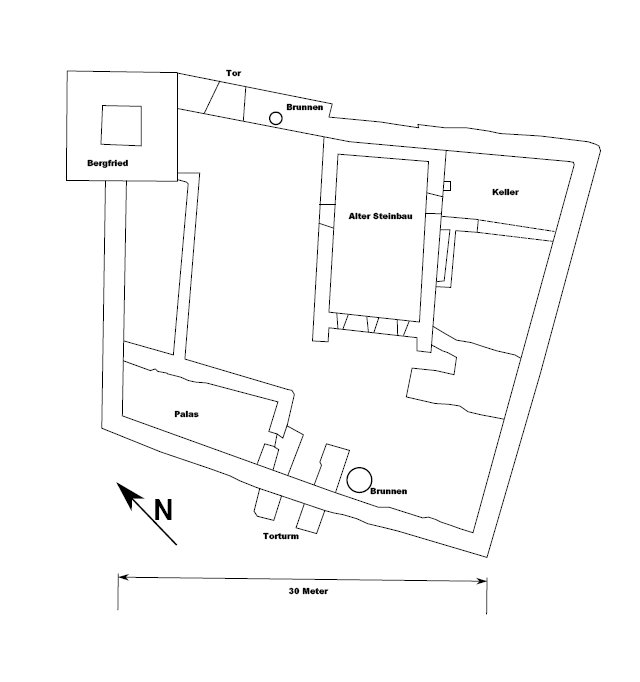
Grundriss der Burg